# Shell Journaal
Shell Journaal was een boekje dat Shell Nederland B.V. ieder jaar aan haar vaste relaties (dus geen klanten aan de benzinestations) in december toestuurde. In 1993 kwam de gebruikelijke toezending van het Shell Journaal in verband met de komende jaarwisseling, vergezeld met de mededeling dat dit journaal de laatste zou zijn van een reeks van 33 boekjes die vanaf 1961 aan deze relaties werd verzonden. 
- 1961 - 	Leonhard Huizinga - 	Natuurwijzer
- 1962 - 	Leonhard Huizinga -  	Weer-  en windwijzer
- 1963 - 	Leonhard Huizinga - 	Hoogtewijzer
- 1964 - 	Evert Zandstra - 	Boerderijengids
- 1965 - 	Evert Zandstra - 	Toergids langs burchten en buitens
- 1966 - 	Evert Zandstra - 	Toergids langs oude dorpskerken
- 1967 - 	Dr. J.M. Fuchs - 	Journaal van oude havensteden
- 1968 - 	Dr. J.M. Fuchs - 	Journaal van oude en nieuwe wegen
- 1969 - 	G.H. Knap - 	Journaal van de archeologie
- 1970 - 	Dr. J.M. Fuchs - 	Journaal van Hollands water
- 1971 - 	Dr. J.M. Fuchs/W.J. Simons - 	Journaal van Nederlandse folklore
- 1972 - 	Dr. J.M. Fuchs/W.J. Simons - 	Journaal van Nederlandse scheepvaart
- 1973 - 	Dr. J.M. Fuchs/W.J. Simons - 	Journaal van vorsten en paleizen
- 1974 - 	Dr. J.M. Fuchs/W.J. Simons - 	Journaal van Nederlandse monumenten
- 1975 - 	Dr. J.M. Fuchs/W.J. Simons - 	Journaal van oude sporten
- 1976 -  	Dr. J.M. Fuchs/W.J. Simons - 	Journaal van monumenten voor bedrijf en techniek
- 1977 - 	Jan van der Kam - 	Journaal van het  waterlandschap
- 1978 - 	Dr. J.M. Fuchs/W.J. Simons - 	Journaal van Nederlandse stadspoorten
- 1979 - 	Jaap Hage - 	Journaal van Nederlandse bomen
- 1980 - 	Jaap Blak - 	Journaal van Nederlandse bruggen
- 1981 - 	Joost van Beek - 	Journaal van Ned. harmonie- en fanfare-orkesten
- 1982 - 	Jaap Balk - 	Journaal van Nederlandse dierentuinen
- 1983 - 	Peter van der Horst - 	Journaal van Nederlandse standbeelden
- 1984 - 	Maurits van Rooijen - 	Journaal van Ned. parken en plantsoenen
- 1985 - 	Maurits van Rooijen - 	Journaal van markten en kermissen
- 1986 - 	Maurits van Rooijen - 	Op gevels geschreven
- 1987 - 	Maurits van Rooijen - 	Van ponden en guldens
- 1988 - 	Maurits van Rooijen - 	Theater nu
- 1989 - 	Maurits van Rooijen - 	Snelweg naar Europa
- 1990 - 	Maurits van Rooijen - 	Feest in ronde getallen
- 1991 - 	Maurits van Rooijen - 	In groene schatkamers
- 1992 - 	Maurits van Rooijen - 	Grensverschijselen
- 1993 - 	Maurits van Rooijen -	Ondergronds

Buiten deze afgesloten reeks heeft Shell Nederland B.V. in de jaren 1988-1989 en 1990 via verkoop bij haar tankstations een serie van acht boekjes op de markt gebracht. 
Hieronder de verschenen titels.
- 1 -   1988 - Kees Kommer e.a. - 	100 Bijzondere bezienswaardigheden
- 2 -	1988 - Kees Kommer e.a. - 	100 Markante markten
- 3 -	1988 - Kees Kommer e.a. - 	100 Hollandse wateren
- 4 -	1989 - Kees Kommer e.a. - 	100 Buitengewone badplaatsen
- 5 -	1989 - Kees Kommer e.a. - 	100 Prachtige plaatsjes
- 6 -	1989 - Kees Kommer e.a. - 	100 Winterse vermaken
- 7 -	1990 - Kees Kommer e.a. - 	100 Festivals en feesten
- 8 -	1990 - Kees Kommer e.a. - 	100 Verrassende verzamelingen